# 삼판서 고택
삼판서 고택 또는 영주 삼판서댁은 경상북도 영주시 가흥동에 소재한 고려시대 말기의 건축물이다. 세 명의 판서가 살았다 하여 삼판서 고택이라는 이름이 붙여졌으며, 고려말 조선 초기의 재상 삼봉 정도전의 아버지 정운경, 세종 때의 관료이자 천문학, 역학을 연구한 무송헌 김담 등이 한때 살던 집이며 김담이 태어난 곳이기도 하다.
정확한 건립 시점은 확실하지 않으나 약 1200년대나 1300년대에 경상북도 영천군(후일의 영주시) 가흥면 성동리 남쪽에 지어졌다. 주인 중 문헌에 기록이 나타나는 주인은 정운경이다.
정운경은 고려 말에 형부상서를 역임했고, 그는 삼봉 정도전, 일봉 정도복, 정도존 3남 1녀의 아버지이다. 정운경의 사위는 황유정(黃有定)인데, 고려 말 한성부 판윤, 공조전서, 형조전서, 예조전서를 역임했다.‧ 정운경이 사위 황유정에게 집을 물려주었고, 김소량이 황유정의 딸과 혼인하면서 예안현 백운지면에서 영천군 가흥면, 처가로 와서 살았다. 김소량의 아들 3형제 중 둘째 아들이 문절공 김담으로 김담은 세종 때의 천문학자였으며, 세조 때 이조판서에 임명되었다. 따라서 정운경(형부상서), 황유정(공조, 형조, 예조전서), 김담(이조판서)가 살았다 하여 삼판서 고택이라 부른다. 또한 김소량은 증직으로 증 병조판서에 추증되었으므로 4명의 판서가 거주한 곳도 된다.
삼판서고택은 영주시 구산 아래 구성공원 남쪽, 영천군 가흥면 성동리, 후일의 경상북도 영주시 영주동 431번지에 해당되는 지역이었으나 영주지역 대홍수로 붕괴, 2008년 10월 영주시 가흥2동 9-28번지, 영주 구학공원 근처로 이전, 복원하였다.

## 같이 보기
- 김담
- 김륵
- 황유정
- 정도전
- 정운경